# Talet om tillståndet i nationen 2012

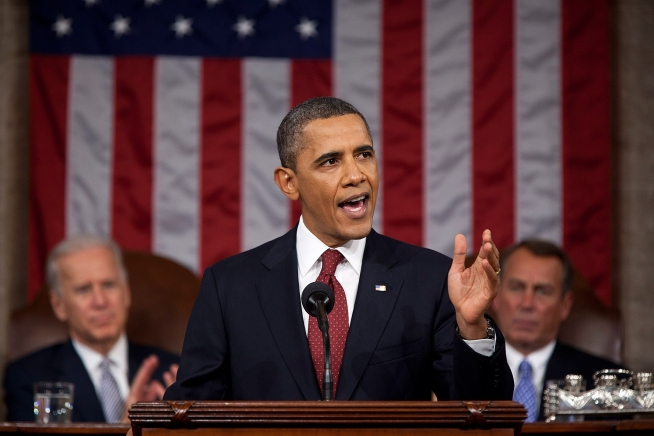
Barack Obama ger sitt årliga tal till nationen (State of the Union), den 24 juni 2012. I bakgrunden syns (från vänster), vicepresidenten Joe Biden, D-DE, och till höger talmannen John Boehner, R-OH.

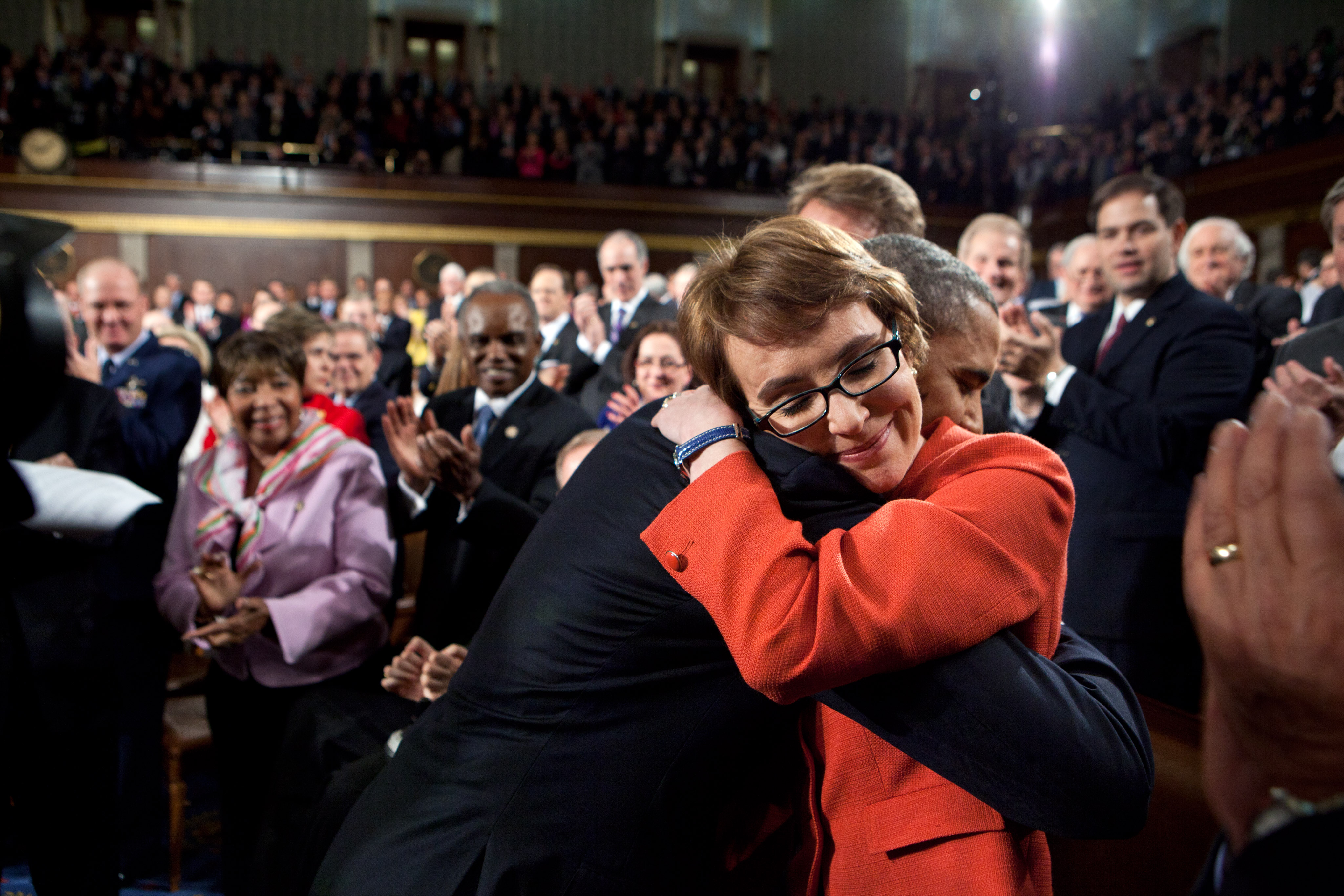
Obama håller om Gabrielle Giffords, som sköts i huvudet 2011.

För en generell artikel i ämnet, i motsats till denna som enbart handlar om talet 2012, se Talet om tillståndet i nationen
Talet om tillståndet i nationen 2012 (engelska: 2012 State of the Union Address) var ett tal som gavs av USA:s president Barack Obama, tisdagen den 24 januari 2012 från kl. 09.00 till 10.17 på förmiddagen, amerikansk tid. I talet som hölls i Representanthuset fokuserade Obama på utbildningsreformer, infrastrukturinvesteringar med hjälp av pengar som inte använts under Irakkriget samt landets energipolitik.

## Inbjudna gäster
Bland de inbjudna gästerna fanns följande: 
- Mark Kelly, astronaut (inbjuden av Michelle Obama)
- Laurene Powell Jobs, (inbjuden av Michelle Obama)
- Mike Krieger, medgrundare av Instagram (inbjuden av Michelle Obama)
- Debbie Bosanek, sekreterare till Warren Buffett[1] (inbjuden av Michelle Obama)
- Julian Castro, borgmästare i San Antonio, Texas (inbjuden av Michelle Obama)
- William McRaven, (inbjuden av Michelle Obama)
- Ginger Wallace (inbjuden av Michelle Obama)
- Dale Delie (inbjuden av Boehner)

## Responser från oppositionspartier
- Det republikanska partiets respons -
- Tea Party-rörelsens respons -
- Det libertarianska partiets respons -
- Det socialistiska partiets respons -